# Anton Yelchin
Anton Viktorovitj Yelchin (ryska: Анто́н Ви́кторович Ельчи́н, engelska: Anton Viktorovich Yelchin), född 11 mars 1989 i Leningrad i Sovjetunionen (nuvarande Sankt Petersburg, Ryssland), död 19 juni 2016 i Los Angeles i Kalifornien, var en amerikansk skådespelare. Han började sin karriär som skådespelare i slutet av 1990-talet och hade många olika roller i TV-serier och filmer som I spindelns nät och Hjärtan i Atlantis. Senare var han även med i TV-serien Huff och filmer som House of D, Alpha Dog, Charlie Bartlett, Star Trek, Terminator Salvation och Smurfarna.
Yelchin var aktiv skådespelare fram till sin död vid 27 års ålder. Han avled i en klämolycka utanför sitt hem.

## Biografi
Anton Yelchin var son till Irina Korina och Viktor Yelchin som var kända konståkare i Leningrads isbalett i 15 år. De var rankade som tredje bästa i landet och var kvalificerade för 1972 års Olympiska vinterspel men fick inte vara med eftersom de var av judisk härkomst. De flyttade till USA i september 1989 då han var sex månader gammal. Yelchins mor arbetar nu som konståkningskoreograf och hans far som konståkningscoach.
Yelchin gillade att spela gitarr och var ett fan av akustisk blues. Han gick på Sherman Oaks Center for Enriched Studies i Tarzana, Kalifornien och på University of Southern California för att studera film. Han bodde sedan 2009 i Burbank Hills i Burbank, Kalifornien.
Den 19 juni 2016 hittades Yelchin död då han i en olycka klämts fast mellan sin bil och en säkerhetsgrind.

## Filmografi
| År   | Titel                         | Roll                    | Noteringar                                                                            |
| ---- | ----------------------------- | ----------------------- | ------------------------------------------------------------------------------------- |
| 2000 | A Time for Dancing            | Jackson Michaels        |                                                                                       |
| 2000 | Geppetto                      |                         | TV-film                                                                               |
| 2000 | A Man Is Mostly Water         | Augie                   |                                                                                       |
| 2001 | Välkommen till livet          | Milo                    |                                                                                       |
| 2001 | 15 Minutes                    | Boy in Burning Building |                                                                                       |
| 2001 | I spindelns nät               | Dimitri Starodubov      |                                                                                       |
| 2001 | Hjärtan i Atlantis            | Bobby Garfield          | 2002, Young Artist Award för Best Performance in a Feature Film – Leading Young Actor |
| 2002 | Taken                         | Jacob Clarke            | TV-miniserie, 2 avsnitt                                                               |
| 2004 | Jack                          | Jack                    | TV-film                                                                               |
| 2005 | House of D                    | Tommy Warshaw           |                                                                                       |
| 2005 | Fierce People                 | Finn Earl               |                                                                                       |
| 2006 | Alpha Dog                     | Zack Mazursky           |                                                                                       |
| 2007 | Charlie Bartlett              | Charlie Bartlett        |                                                                                       |
| 2008 | New York, I Love You          | Kane                    |                                                                                       |
| 2008 | Middle of Nowhere             | Dorian Spitz            |                                                                                       |
| 2009 | Star Trek                     | Pavel Chekov            |                                                                                       |
| 2009 | Terminator Salvation          | Kyle Reese              |                                                                                       |
| 2010 | Memoirs of a Teenage Amnesiac | Ace Zuckerman           |                                                                                       |
| 2010 | You and I                     | Edvard Nikitin          |                                                                                       |
| 2011 | Like Crazy                    | Jacob Helm              |                                                                                       |
| 2011 | The Beaver                    | Porter Black            |                                                                                       |
| 2011 | Smurfarna                     | Klumpsmurfen            | Endast röst                                                                           |
| 2011 | Fright Night                  | Charley Brewster        |                                                                                       |
| 2012 | Piraterna!                    | Albino Pirat            | Endast röst                                                                           |
| 2013 | Star Trek Into Darkness       | Pavel Chekov            |                                                                                       |
| 2013 | Only Lovers Left Alive        | Ian                     |                                                                                       |
| 2013 | Odd Thomas                    | Odd Thomas              |                                                                                       |
| 2013 | Smurfarna 2                   | Klumpsmurfen            | Endast röst                                                                           |
| 2014 | Rudderless                    | Quentin                 |                                                                                       |
| 2014 | 5 to 7                        | Brian Bloom             |                                                                                       |
| 2014 | Burying the Ex                | Max                     |                                                                                       |
| 2014 | Cymbeline                     | Cloten                  |                                                                                       |
| 2014 | Dying of the Light            | Milton Schultz          |                                                                                       |
| 2015 | Experimenter                  | Rensaleer               |                                                                                       |
| 2015 | Broken Horses                 | Jake Heckum             |                                                                                       |
| 2015 | The Driftless Area            | Pierre                  |                                                                                       |
| 2015 | Green Room                    | Pat                     |                                                                                       |
| 2016 | Star Trek Beyond              | Pavel Chekov            |                                                                                       |
| 2016 | We Don't Belong Here          | Maxwell Green           |                                                                                       |
| 2016 | Rememory                      | Todd                    |                                                                                       |
| 2016 | Porto                         | Jake Kleeman            |                                                                                       |
| 2016 | Trolljakten                   | James "Jim" Lake Jr.    | Endast röst                                                                           |
| 2017 | Thoroughbred                  |                         |                                                                                       |